# Hoàng Tử Duyệt
Hoàng Tử Duyệt hay Wong Ji-yuet (tiếng Trung: 黃子悅; Việt bính: wong4 zi2 jyut6; sinh ngày 27 tháng 9 năm 1997) là một nhà hoạt động người Hồng Kông. Cô từng là người phát ngôn của Học dân tư triều, và tham gia vào cuộc biểu tình tại Hồng Kông 2014 và các cuộc biểu tình chống dự luật dẫn độ vào năm 2019.

## Hoạt động
Vào năm 2014, khi đang còn là học sinh tại International Christian Quality Music Secondary and Primary School, cô tham gia vào trong phong trào Dù Vàng, biểu tình tại ở Kim Chung và Vượng Giác. Là tình nguyện viên của nhóm hoạt động Học dân tư triều, cô đã tham gia cuộc biểu tình tẩy chay trường trung học vào ngày 26 tháng 9 năm 2014, vụ biểu tình đột nhập vào Civic Square vào ngày 27 tháng 9 và ngủ trên trên đường phố vào ngày 28 tháng 9. Cô ngủ trên đường phố trong khu chiếm đóng vào ban đêm và đi học vào ban ngày, duy trì thói quen này trong hơn một tháng.
Vào ngày 1 tháng 12 năm 2014, cô bắt đầu tuyệt thực cùng với các nhà hoạt động Hoàng Chi Phong (Joshua Wong) và Lô Ngạn Huệ (Isabella Lo). Mục đích tuyệt thực của họ là nhằm yêu cầu chính quyền nối lại đối thoại với người biểu tình. Cô đã chấm dứt tuyệt thực sau 118 giờ và được đưa đến bệnh viện.
Vào ngày 18 tháng 11 năm 2019, cô đã xuất hiện để hỗ trợ những người bị mắc kẹt bên trong Đại học Bách khoa Hồng Kông trong cuộc bao vây của cảnh sát ngoài khuôn viên trường. Cô nằm trong số những người bị cảnh sát bắt. Hàng trăm người bị bắt sau đó đã bị buộc tội bạo loạn, bao gồm cả cô.

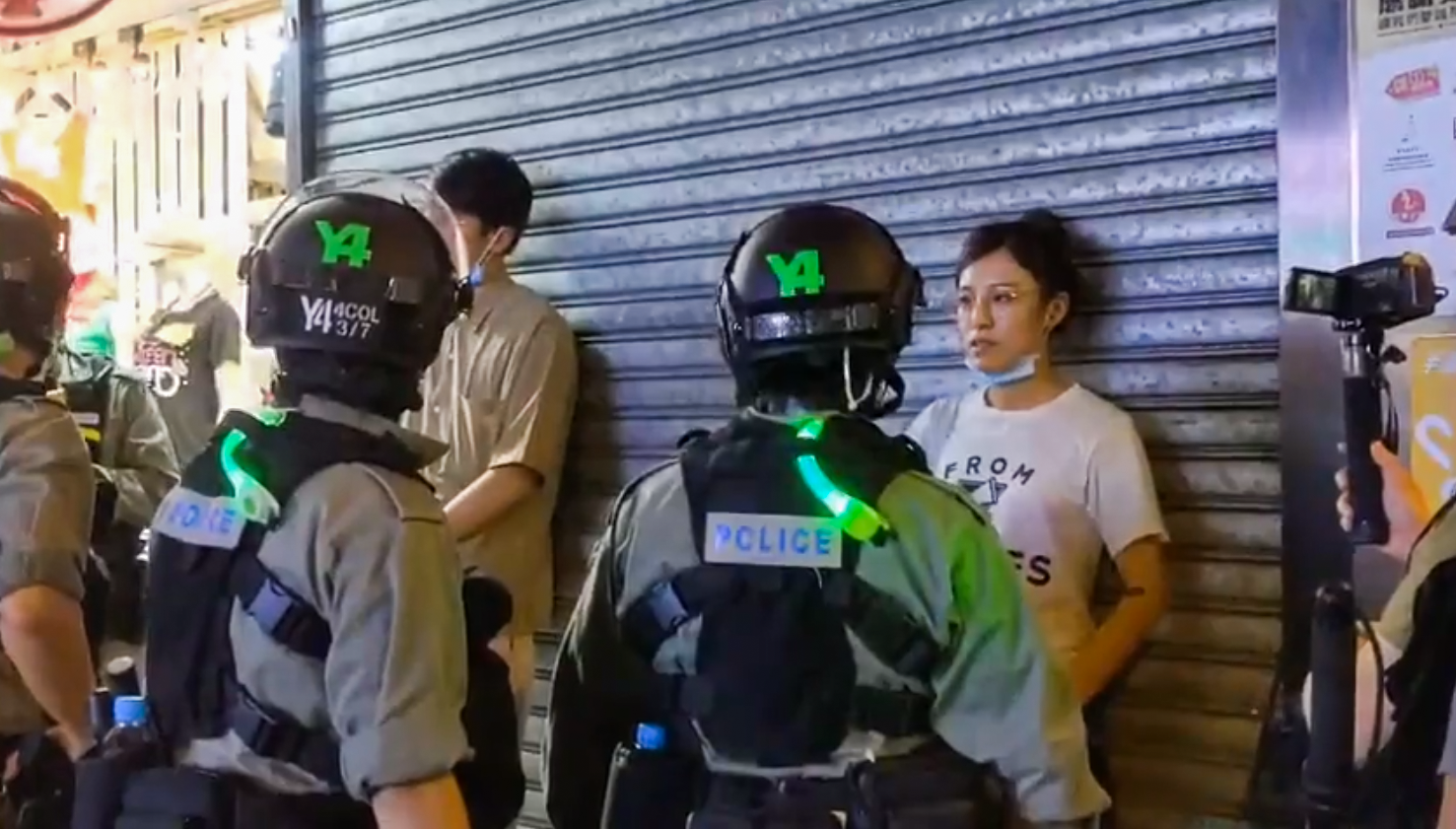
Hoàng Tử Duyệt bị cảnh sát chống bạo động chặn lại và khám xét vào ngày 10 tháng 5 năm 2020

Cô đã lên án sự phân biệt giới tính mà cô thường xuyên phải đối mặt.  Cô ấy nói, "Tôi thực sự muốn giúp đỡ Hồng Kông. Tôi nghĩ rằng thật không hợp lý khi so sánh những gì tôi mặc đi làm. Tôi có quyền tự do để mặc những gì tôi muốn." Vào ngày 10 tháng 5 năm 2020, cô đang ở gần một cuộc biểu tình diễn ra trong Ngày của Mẹ ở Vượng Giác, thì bị cảnh sát Hồng Kông chặn lại và khám xét. Cô cáo buộc các nhân viên cảnh sát quấy rối tình dục vì đã đưa ra những lời nhận xét về cơ thể và kích thước vòng ngực của cô.

## Tham gia tranh cử Hội đồng Lập pháp Hồng Kông
Vào ngày 17 tháng 6 năm 2020, cô công bố ý định tranh cử trong cuộc bầu cử lập pháp Hồng Kông năm 2020. Cô đã tranh cử trong cuộc bầu cử sơ bộ không chính thức của phe dân chủ vào tháng 7 năm 2020. Wong đứng ở vị trí thứ ba trong số các ứng cử viên trong khu và đứng ở vị trí thứ ba trong số các ứng cử viên trong khu vực bầu cử New Territories West, giành một vị trí đề cử trong cuộc tổng tuyển cử. Cô nhận được 22.911 phiếu bầu, tương đương 12,98% số phiếu bầu.
Vào ngày 6 tháng 1 năm 2021, Wong nằm trong số 53 thành viên của phe ủng hộ dân chủ đã bị bắt theo luật an ninh quốc gia Hồng Kông. Nhóm này đã bị buộc tội tổ chức và tham gia vào các cuộc bầu cử sơ bộ ủng hộ dân chủ vào tháng 7 năm 2020. Cô được tại ngoại vào ngày 7 tháng 1.

## Trích dẫn
1. ↑  Hồ Gia Hân (胡家欣) (ngày 16 tháng 8 năm 2018). "前學民思潮發言人黃子悅情緒病康復復課　投訴申請住宿被嶺大留難". HK01. Bản gốc lưu trữ ngày 15 tháng 3 năm 2020. Truy cập ngày 26 tháng 9 năm 2018.
2. ↑  Wong, Rachel (ngày 11 tháng 6 năm 2020). "Over 30 Hong Kong pro-democracy legislative election hopefuls vow to uphold protest demands". Hong Kong Free Press (bằng tiếng Anh). Truy cập ngày 18 tháng 7 năm 2020.
3. ↑  Gracie, Carrie (ngày 29 tháng 6 năm 2017). "Beijing's struggle to win Hong Kong's young hearts". BBC News (bằng tiếng Anh). Truy cập ngày 18 tháng 7 năm 2020.
4. ↑  Wang, Young (ngày 13 tháng 11 năm 2014). "Sleeping on the streets for Occupy Central while studying for the DSE". South China Morning Post.
5. ↑  Huang, Heather Timmons and Zheping. "The fighters, the hunger strikers, and the surrendered—new faces of Hong Kong's Umbrella Movement". Quartz (bằng tiếng Anh). Truy cập ngày 18 tháng 7 năm 2020.
6. ↑  Wong, Alan (ngày 6 tháng 12 năm 2014). "Hong Kong Protester Ends Hunger Strike". The New York Times (bằng tiếng Anh). ISSN 0362-4331. Truy cập ngày 18 tháng 7 năm 2020.
7. ↑  "Hong Kong: Một thành viên Học dân Tư triều ngừng tuyệt thực". VietnamPlus. ngày 6 tháng 12 năm 2014.
8. ↑  "Reflections From a Revolution". The Chronicle of Higher Education. Truy cập ngày 18 tháng 7 năm 2020.
9. ↑  Wong, Ji-yuet (ngày 13 tháng 6 năm 2020). "Justice Blinded And Silenced By System Corruption". Wiring HK. Bản gốc lưu trữ ngày 4 tháng 9 năm 2020. Truy cập ngày 21 tháng 5 năm 2021.
10. ↑  "【11.18 聲援理大】黃子悅等 15 人被控暴動 押後明年 3 月再訊 被告獲准保釋". Stand News. ngày 20 tháng 11 năm 2019. Bản gốc lưu trữ ngày 21 tháng 12 năm 2019. Truy cập ngày 21 tháng 5 năm 2021.
11. 1 2  "Hong Kong democrat primaries in full: Young 'localist resistance camp' come out on top". Hong Kong Free Press (bằng tiếng Anh). ngày 16 tháng 7 năm 2020. Truy cập ngày 18 tháng 7 năm 2020.
12. ↑  "'How much for an hour?': Hong Kong female politicians speak out against sexual harassment culture". Hong Kong Free Press (bằng tiếng Anh). ngày 5 tháng 7 năm 2020. Truy cập ngày 18 tháng 7 năm 2020.
13. ↑  Hui, Mary. "While the world wasn't looking, Beijing re-wrote the rules in Hong Kong at startling speed". Quartz (bằng tiếng Anh). Truy cập ngày 18 tháng 7 năm 2020.
14. ↑  "230 arrests and pepper spray in Mong Kok, as Hong Kong lawmaker injured during arrest and journalist 'choked'". Hong Kong Free Press (bằng tiếng Anh). ngày 11 tháng 5 năm 2020. Truy cập ngày 18 tháng 7 năm 2020.
15. ↑  "【立會選戰】黃子悅戰新西初選：制度尚存，要拎到個話語權 | 獨媒報導". 獨立媒體 inmediahk.net. Truy cập ngày 18 tháng 7 năm 2020.
16. ↑  "National security law: Hong Kong rounds up 53 pro-democracy activists". BBC News. ngày 6 tháng 1 năm 2021. Truy cập ngày 13 tháng 2 năm 2021.
17. ↑  Chau, Candice (ngày 8 tháng 1 năm 2021). "'Hong Kong has entered a bitter winter,' says primaries organiser as 52 democrats in mass arrest bailed out". Hong Kong Free Press. Truy cập ngày 4 tháng 2 năm 2021.